# Dariusz Ulanowski
Dariusz Ulanowski (ur. 3 marca 1971 w Słupsku) – były polski piłkarz, grający na pozycji pomocnika, rekordzista Arki Gdynia pod względem występów (418 oficjalnych meczów).
W najwyższej klasie rozgrywkowej zadebiutował 15 października 2005 roku w zremisowanym 1:1 meczu pomiędzy Arką Gdynia a Amicą Wronki. Rozegrał w niej 54 spotkania i nie strzelił żadnego gola.

## Statystyki ligowe[4]
| Sezon   | Klub                     | Mecze | Gole |
| ------- | ------------------------ | ----- | ---- |
| 1989/90 | Tęcza Nowa Wieś Lęborska | ?     | ?    |
| 1990/91 | Comindex Damnica         | ?     | ?    |
| 1991/92 | Pogoń Lębork             | ?     | ?    |
| 1992/93 | Pogoń Lębork             | ?     | ?    |
| 1993/94 | Pogoń Lębork             | ?     | ?    |
| 1994/95 | Arka Gdynia              | 25    | 1    |
| 1995/96 | Arka Gdynia              | 31    | 2    |
| 1996/97 | Arka Gdynia              | 32    | 3    |
| 1997/98 | Arka Gdynia              | 31    | 3    |
| 1998/99 | Arka Gdynia              | 31    | 1    |
| 1999/00 | Arka Gdynia              | 31    | 1    |
| 2000/01 | Arka Gdynia              | 32    | 7    |
| 2001/02 | Arka Gdynia              | 25    | 3    |
| 2002/03 | Arka Gdynia              | 28    | 1    |
| 2003/04 | Arka Gdynia              | 24    | 0    |
| 2004/05 | Arka Gdynia              | 21    | 1    |
| 2005/06 | Arka Gdynia              | 17    | 0    |
| 2006/07 | Arka Gdynia              | 6     | 0    |
| 2007/08 | Arka Gdynia              | 13    | 0    |
| 2008/09 | Arka Gdynia              | 20    | 0    |
| 2009/10 | Arka Gdynia              | 11    | 0    |
| 2011/12 | Pomorze Potęgowo         | 7     | ?    |